# Alessia Barela
Alessia Barela (Chieti, 13 giugno 1974) è un'attrice italiana, di teatro, cinema e televisione.

## Biografia
Nata a Chieti il 13 giugno 1974 da padre spagnolo e madre italiana, cresce tra Salerno e Madrid. Ancora adolescente, nei primi anni ottanta, si stabilisce a Roma dove frequenta il Liceo Linguistico e la Facoltà di Lettere con indirizzo Teatro e Spettacolo Studia recitazione in versi con Marisa Fabbri e impostazione della voce con Carlo Merlo. Frequenta la scuola biennale di Beatrice Bracco e Francesca De Sapio. Segue uno stage teatrale con Dominique De Fazio Frequenta la scuola di teatro presso l'MTM, diretto da Lidia Biondi, il corso di dizione tenuto da Silvia Luzzi e lo stage "Metodo Kristin Linklater" tenuto da Susan Main. Prende lezioni di canto dal tenore Gianluca Terranova.
Lavora in piccoli teatri off di Roma con Marcello Cotugno, Paolo Zuccari, Giorgio Colangeli, Piero Di Iorio, Riccardo Cucciolla. Il suo esordio da attrice è del 1999 nella miniserie tv Tutti gli uomini sono uguali, insieme a Enzo De Caro, Massimo Wertmüller, per la regia di Alessandro Capone. Tra il 1991 e il 1994 ha preso parte a tre edizioni del programma cult Non è la Rai. Il debutto cinematografico è invece del 1998 con il film Un anno in campagna del regista Marco Di Tillo. Nello stesso anno partecipa a Zora la vampira, regia dei Manetti Bros., nelle sale nel 1999. Nel 2001 è la protagonista, accanto a Valerio Mastandrea, di Velocità massima, film presentato in concorso al Festival di Venezia. Nel 2002 è nel cast di Passato prossimo, diretto da Maria Sole Tognazzi.
È tra i protagonisti delle stagioni 2003 e 2007 della serie tv La squadra, in onda su Rai 3, e a quelle 2006 e 2007 della serie tv Distretto di Polizia, in onda su Canale 5. Nel 2008 è tra gli interpreti principali della serie tv di Rai 2, Terapia d'urgenza, regia di Carmine Elia, Lucio Gaudino e Giampaolo Tescari. Fa parte del cast di Tutti Pazzi Per Amore 2 di L.Muscardin e di Ultimo l’occhio del falco di M. Soavi. Nel 2013 è Marta nella web-fiction Una mamma imperfetta, per la regia di Stefano Chiantini e Ivan Cotroneo. È nel cast di Viaggio sola di Maria Sole Tognazzi, nel ruolo di Fabiana e di Io e Lei di M. Sole Tognazzi.
Nel 2014 è protagonista con Bruno Todeschini del film coproduzione Francia Svizzera di R. Colla Seven Days. Nel 2015 è co-protagonista, insieme a Gianmarco Tognazzi, nel film "Il Ministro", diretto da Giorgio Amato. Fa parte del cast della serie La porta rossa e Nero a metà. Nel 2016 scrive ed interpreta i 10 episodi della serie web Noi due (e gli altri), pubblicata su repubblica.it. Nel 2008 è stata madrina della VII edizione del Premio Etruria Cinema. Nel dicembre dello stesso anno ha fatto parte della giuria tecnica Concorso Nazionale Sceneggiature "Francesco Crocco" del Mitreo Film Festival e nel 2009 ha fatto parte del comitato organizzatore, in qualità di consulente artistica giurie e concorsi, dello stesso festival. È direttore artistico del Full Moon Festival. Ha vinto il premio Cineciak, nastro d’argento e il Golden Graal per Una mamma imperfetta.

## Filmografia

### Cinema
- Un anno in campagna, regia di Marco Di Tillo (1998)
- Lucignolo, regia di Massimo Ceccherini (1999)
- Zora la vampira, regia dei Manetti Bros. (1999)
- Zorba il Buddha, regia di Antonino Lakshen Sucameli (2000)
- Velocità massima, regia di Daniele Vicari (2002)
- Passato prossimo, regia di Maria Sole Tognazzi (2002)
- Gente di Roma, regia di Ettore Scola (2003)
- Feisbum - Il film, regia di Serafino Murri, episodio Angelo azzurro Reloaded (2009)
- Diciottanni - Il mondo ai miei piedi, regia di Elisabetta Rocchetti (2010)
- Giochi d'estate, regia di Rolando Colla (2011)
- Mr. Teddy, registi vari (2011)
- Fallo per papà, regia di Ciro Ceruti e Ciro Villano (2012)
- Il venditore di medicine, regia di Antonio Morabito (2013)
- Viaggio sola, regia di Maria Sole Tognazzi (2013)
- Il Natale della mamma imperfetta, regia di Ivan Cotroneo (2013)
- Tutta colpa di Freud, regia di Paolo Genovese (2014)
- Io e lei, regia di Maria Sole Tognazzi (2015)
- Il ministro, regia di Giorgio Amato (2015)
- Sette giorni, regia di Rolando Colla (2016)
- C'è ancora domani, regia di Paola Cortellesi (2023)
- C'è un posto nel mondo, regia di Francesco Falaschi (2024)

### Cortometraggi
- Angel Baby, regia di G. Clemente (1996)
- C'ero anch'io, regia di Maria Sole Tognazzi (1999)
- Fuori dal giro, regia di Dario Iacobelli e Marcello Cotugno (2001)
- La tazza, regia di Marcello Cotugno (2004)
- My Kind of Woman, regia di Emanuele Scaringi (2005)
- Otto parole, regia di Giorgio Bonecchi Borgazzi (2005)
- Lo stinco d Natale, regia di Francesco Cinquemani (2006)
- Nelle sue mani, regia di C. Cappellani (2010)
- Il sole e le altre stelle, regia di C. Carone (2019)

### Televisione
- Non è la Rai ( Programma TV Canale 5, 1991-1993; Italia 1, 1993-1994)
  - Prima donna (Canale 5, 1991)
  - Capodanno con Canale 5 (Canale 5, 1991-1992, 1992-1993)
  - Serata d'amore per San Valentino (Canale 5, 1992)
  - Carnevale con Canale 5 (Canale 5, 1992)
  - La notte della bellezza (Canale 5, 1992)
  - La grande festa di Non è la Rai (Canale 5, 1992)
  - Bulli & pupe (Canale 5, 1992)
  - Rock 'n' Roll (Italia 1, 1993)
- Tutti gli uomini sono uguali – serie TV (1997)
- Distretto di Polizia 2 – serie TV, episodio 2x11 (2001)
- Marcinelle, regia di Andrea e Antonio Frazzi – miniserie TV (2003)
- La squadra – serie TV (2003-2004)
- Distretto di Polizia 6 – serie TV, 6 episodi (2006)
- Distretto di Polizia 7 – serie TV (2007)
- Terapia d'urgenza – serie TV (2008)
- Tutti pazzi per amore 3 – serie TV (2011)
- Ultimo - L'occhio del falco, regia di Michele Soavi – miniserie TV (2013)
- Una mamma imperfetta – webserie e serie TV (2013)
- Rex – serie TV (2014-2015)
- Catturandi - Nel nome del padre – serie TV (2016)
- La porta rossa – serie TV (2017-2023)
- Nero a metà – serie TV (2018-2022)
- Sopravvissuti – serie TV (2022)
- Adorazione – serie TV (2024)

### Videoclip
- Non molto lontano da qui di Carmen Consoli, regia di Francesco Fei (2009)
- Let me be dei Waines, regia di Corrado Fortuna (2009)
- Guarda l'alba di Carmen Consoli, regia di P. Scarfò (2010)

### Web Series
- Noi due (e gli altri) (2016)

## Teatro
- La catena, regia di A. Vannucci, G. Colangeli e S. Grossi
- Muschi maschi, regia di M. Cotugno
- Divino amore, regia di R. Cucciolla
- Nel dolore del ricordo, regia di M. Marciani
- Talk radio, regia di G. Clemente